# واتفورد، نورث‌همپتون‌شر
واتفورد (به انگلیسی: Watford) یک روستا و محله مدنی در بریتانیا است که در Daventry واقع شده‌است. واتفورد ۳۲۰ نفر جمعیت دارد.